# José Utrera y Cadenas
José Utrera y Cadenas (Cádiz, 1827-Jerez de la Frontera, 1848) fue un pintor español. 

## Biografía
Nació en Cádiz el 26 de diciembre de 1827, hijo de Juan Utrera y Dolores Cadenas, y asistió durante tres años a las clases de dibujo de la Academia provincial de Cádiz. Trasladado a Madrid, se matriculó en la de San Fernando. Emprendió la realización de un cuadro de Guzmán el Bueno en la defensa de Tarifa, su obra más conocida. También fue autor de varios retratos, entre ellos los de Juan Bautista Alonso, Francisco López de Letona, Antonio Calatrava, Juan Junco, del marino N. Fernández y su esposa, la condesa de Montijo, Antonio Tejada, Marta de las Mercedes López de Castellanos, Nicolás Calvo de Hucite, José de Vilches (en el Museo de Cádiz) y otros dos suyos, así como Un majo y Una maja y un gran número de copias. Falleció el 8 de mayo de 1848 en Jerez. Algún tiempo después, queriendo honrar su memoria, la Academia provincial de Bellas Artes de Cádiz dispuso colocar su retrato en el salón de sesiones. Basilio Sebastián Castellanos fue autor de una biografía de Utrera, publicada en Madrid en 1849.